# 三信鉄道の電車
三信鉄道の電車（さんしんてつどうのでんしゃ）
本項では、三信鉄道（現在の東海旅客鉄道飯田線の一部）が保有した電車について記述する。

## 概要
三信鉄道は天竜川の電源開発を目的に、豊川鉄道・鳳来寺鉄道と伊那電気鉄道を結ぶ鉄道として建設されたもので、開業当初から直流1500Vによる電化鉄道であった。建設は、伊那電気鉄道側の天竜峡と、鳳来寺鉄道側の三河川合の南北両側から進められ、北線は1932年（昭和7年）10月の天竜峡 - 門島間、南線は1年遅れて1933年（昭和8年）10月の三河川合 - 三河長岡間を皮切りに順次延伸され、1937年（昭和12年）8月の大嵐 - 小和田間を最後に全通した。
三信鉄道は、1943年（昭和18年）8月1日付で、接続する豊川鉄道、鳳来寺鉄道、伊那電気鉄道とともに戦時買収され、鉄道省飯田線となった。この時点で鉄道省籍を得たのは、電気機関車1両、電車9両、貨車69両である。これらは、貨車を除いて買収後も私鉄時代の形式番号のまま使用され、国鉄形式が与えられたのは、1953年（昭和28年）6月1日に施行された、車両形式称号規程改正の際である。電車は後述のように、かつて鉄道省に在籍したものばかりであったが、再国有化にあたって旧番に復することはなかった。

## 形式
1943年の国有化時点で在籍した電車は、デニ201形1両およびデ301形8両の2形式9両である。これらはいずれも鉄道省払下げのモハ1系電動車（モハ1形、モニ3形）を鋼体化、あるいは木造車体のまま両運転台化したものであった。

### デニ201形
デニ201形は、1936年（昭和11年）および1939年（昭和14年）に製造された17m級両運転台式の三等荷物合造制御電動車で、2両（デニ201, デニ202）が在籍していたが、デニ201は国有化前の1942年（昭和17年）に事故により廃車されたため、国有化されたのはデニ202のみである。
デニ201は1936年日本車輌製造東京支店で北線開業時に導入したデ2（旧鉄道省モハ1022 ← デハ6362）を鋼体化したものであり、デニ202は1939年に木南車輌製造で製造された三信鉄道唯一の新製電車であるが、メーカー手持ちのモハ1形の台枠と電装品を使用したものである。
製造メーカーは異なるものの両車の形態はほぼ同様で、側面窓は2段式で配置はdD（荷）4D6D2d、車内は6組のボックスシートを備え、荷物室に食い込む形で便所も装備されていた。最大長16,800mm（車体長16,000mm）、最大幅2,740mm、最大高4,250mm（車体高3,782mm）で、自重35.00t。総定員は76人（うち座席40人）、荷物室荷重は1tである。
デニ202は、国有化後も飯田線にあって天竜峡以南で使用されていたが、1951年（昭和26年）10月12日に三河川合 - 池場間で旧鶴見臨港鉄道モハ313、旧伊那電気鉄道サハフ311とともに事故により焼失し、翌1952年（昭和27年）に、モハ70801（モハ71002）の名義上の改造種車となった。

### デ301形
デ301形は、デニ201形と同じく鉄道省モハ1形同等の走行装置を持つ17m級両運転台式の三等制御電動車で、8両（デハ301 - 308）が在籍した。この形式は
- 1936年に日本車輌製造東京支店で鋼体化されたデハ301 - 303
- 1939年および1941年（昭和16年）に木南車輛で鋼体化されたデハ304・305
- 1938年（昭和13年）に木造車体のまま両運転台化のうえ入線したデハ306 - 308

の3グループに分かれる。形式の記号は「デ」であるが、現車標記は「デハ」であった。

#### 鋼体化グループ
鋼体化されたグループは、長距離運転に備えて、いずれも車内中央部にボックスシート6組と後位扉と運転台の間に便所を有し、窓配置はd2D12D2dであった。車体の基本寸法、自重はデニ200形と同様で、定員は100人（うち座席52人）である。
1936年に鋼体化されたグループは、鋼体化当初はデ100形（デハ101 - 103）と称していた。デハ101・102は前年に鉄道省で車籍抹消（除籍）となったモニ3形（モニ3009・3010）を、103は1934年（昭和9年）に入線したデ3（旧モハ1020）を種車としている。
木南車輌製造で鋼体化された2両（デハ304・305）は、いずれも自社所有車を鋼体化したもので、旧番号は304がデユ1（← デユニ1 ← デ4 ← 鉄道省モハ1058）、305がデ1（← モハ1023）である。デハ304落成の際に、デハ101 - 103はデハ301 - 303に改番されたものと推定される。
これらは、国有化後も飯田線で使用されたが、1951年から1952年にかけて更新修繕が施行され、後位運転台の撤去および客室化、貫通扉と幌の新設ならびに電装解除が行なわれ、記号が「クデハ」となった。さらに省形電車との併結のため、連結器が密着式に変更され、塗装も窓回りをベージュ、腰板・幕板をえんじ色に変更されている。
1953年の車両形式称号規程改正では、クハ5800形 (5800 - 5804) となったが、1959年（昭和34年）2月に全車が廃車され、私鉄へ譲渡された。
各車の番号の変遷は次のとおりである。
- 鉄道院デハニ6465（1914年） → デニ6458 → モニ3009（1928年改番） → 三信鉄道デハ101（1936年譲渡・鋼体化） → デハ301（1941年改番） → 鉄道省デハ301（1943年買収） → クデハ301（1951年）→ クハ5800（1953年改番）→  小湊鉄道キハ5800(1960年譲渡)
- 鉄道院デロハ6136（1914年） → デハ6370（1925年改造） → デニ6459 → モニ3010（1928年改番） → 三信鉄道デハ102（1936年譲渡・鋼体化） → デハ302（1941年改番） → 鉄道省デ302（1943年買収） → クデハ302（1951年）→ クハ5801（1953年改番）→ 小湊鉄道キハ5801(1960年譲渡)
- 鉄道院デハ6360（1918年） → モハ1020（1928年改番） → 三信鉄道デ3（1934年譲渡） → デハ103（1936年鋼体化） → デハ303（1941年改番） → 鉄道省デハ303（1943年買収） → クデハ303（1951年）→ クハ5802（1953年改番）
- 鉄道省デハ33534（1923年） → モハ1058（1928年改番） → 三信鉄道デ4（1934年譲渡） → デユニ1 → デユ1 → デハ304（1939年鋼体化） → 鉄道省デハ304（1943年買収） → クデハ304（1951年）→ クハ5803（1953年改番）
- 鉄道院デハ6363（1918年） → モハ1023（1928年改番） → 三信鉄道デ1（1933年譲渡） → デハ305（1941年鋼体化） → 鉄道省デハ305（1943年買収） → クデハ305（1951年）→ クハ5804（1953年改番）

#### 木製車グループ
1938年8月に入線したグループ（デハ306 - 308）は、後位に運転台を増設したのみで鉄道省時代のモニター屋根木造車体のまま使用され、便所やボックスシートの装備はなく、3扉ロングシートのままであった。側面窓配置はd2D121D121D2、総定員は100人（うち座席48人）である。旧番号は、モハ1033・1035・1036で、いずれも1911年（大正10年）汽車製造東京支店製の旧デハ33500形である。
1943年の国有化後も飯田線南部で使用されたが、306が1945年（昭和20年）2月17日に三河槙原 - 三河川合間で落石に乗り上げて宇連川に旧伊那電気鉄道サハユニフ100とともに転落、大破して廃車となり、残る2両は1952年7月まで使用され、大井川鉄道（現・大井川鐵道）に払下げられている。
各車の番号の変遷は次のとおりである。
- 鉄道省デハ33512（1922年） → モハ1033（1928年改番） → 三信鉄道デ306（1938年譲渡）→ 鉄道省デ306（1943年買収）
- 鉄道省デハ33509（1922年） → モハ1035（1928年改番） → 三信鉄道デ307（1938年譲渡）→ 鉄道省デ307（1943年買収）
- 鉄道省デハ33510（1922年） → モハ1036（1928年改番） → 三信鉄道デ308（1938年譲渡）→ 鉄道省デ308（1943年買収）

## 譲渡
旧三信鉄道の電車は、事故廃車となった2両（202・306）を除く7両が私鉄に払下げられている。その状況は、次のとおりである。

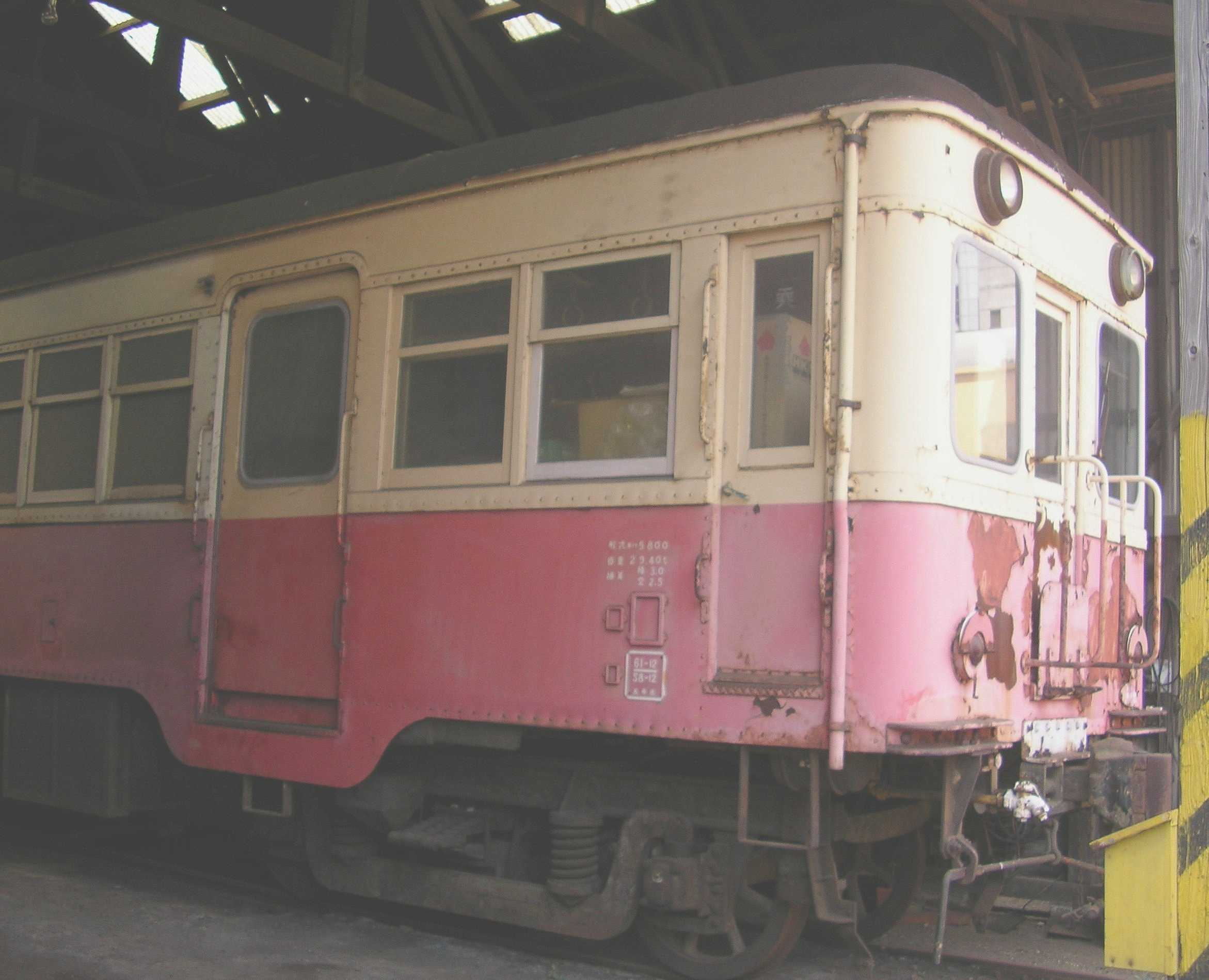
小湊鉄道が廃車後も保管するキハ5800（旧・国鉄クハ5800←三信デ301）。気動車化に伴う改造を諸所に受けているが車体や台車に多く原形を残す

- クデハ307 → 大井川鉄道モハ301（1952年） → モハ3829（1970年、名古屋鉄道モ3829と振替）
- クデハ308 → 大井川鉄道モハ302（1952年） → モハ3302（1970年、名古屋鉄道モ3302と振替）
- クハ5800 → 小湊鉄道キハ5800（1959年） → 廃車（1997年3月）
- クハ5801 → 小湊鉄道キハ5801（1959年） → 廃車（1978年）
- クハ5802 → 伊豆箱根鉄道モハ47（1961年） → 廃車
- クハ5803 → 大井川鉄道クハ503（1959年） → 廃車（1974年）
- クハ5804 → 大井川鉄道クハ506（1959年） → 廃車（1978年）

上記のうち、大井川鉄道に払下げられた307（旧モハ1035）の車体は、振替後も解体されないまま千頭駅構内に放置されていたが、東海旅客鉄道に譲渡の上、同社の発足10周年記念事業として名古屋工場で昭和初期の姿に復元された。その後は伊那松島運輸区に保管され、同区のイベント時に公開されていたが、2011年（平成23年）に開館したリニア・鉄道館に移設された。
小湊鉄道に譲渡された2両は、床下にディーゼルエンジンを装架して気動車に改造された。新型のキハ200形の増備に伴い予備車となったが、5800は車籍を有したまま同鉄道の五井機関区に保管された。同車は1997年（平成9年）に除籍されたものの、五井機関区内に現存している。2019年（平成31年）3月29日、同車は「小湊鉄道キハ5800形式気動車 附気動車台帳及び修繕表」として、市原市の指定文化財（歴史資料）に指定された。